# IV. třída okresu Rychnov nad Kněžnou
IV. třída okresu Rychnov nad Kněžnou tvoří společně s ostatními skupinami čtvrté třídy nejnižší (desátou nejvyšší) fotbalovou soutěž v České republice. Je 

## Vítězové

### IV. třída okresu Rychnov nad Kněžnou
| Ročník    | Vítězný tým                        |
| --------- | ---------------------------------- |
| 2003/2004 | TK Čermná nad Orlicí               |
| 2004/2005 | AFK Častolovice „B“                |
| 2005/2006 | TJ Sokol Křivice                   |
| 2006/2007 | TJ Dobruška „C“                    |
| 2007/2008 | FK Kostelec nad Orlicí „B“         |
| 2008/2009 | TJ Dobruška „C“                    |
| 2009/2010 | TJ Spartak Opočno „B“              |
| 2010/2011 | AFK Častolovice „B“                |
| 2011/2012 | FK Kostelec nad Orlicí „B“         |
| 2012/2013 | SK FC Labuť Rychnov nad Kněžnou    |
| 2013/2014 | FC Domašín                         |
| 2014/2015 | SK FC Labuť Rychnov nad Kněžnou    |
| 2015/2016 | SK Dobré                           |
| 2016/2017 | FC Spartak Rychnov nad Kněžnou „B“ |
| 2017/18   |                                    |